# Federica Bonsignori
Federica Bonsignori, detta Chicca (Roma, 20 novembre 1967), è un'ex tennista italiana.

## Carriera
In carriera ha vinto un titolo nel singolare, l'Estoril Open nel 1990, battendo la connazionale Laura Garrone 2-6, 6-3, 6-3. Vanta anche una finale nel San Marino CEPU Open del 1992 dove perse da Magdalena Maleeva per 7-6, 6-4. 
Nei tornei del Grande Slam ha più volte raggiunto il secondo turno nel singolare all'Open di Francia nel 1986, 1988, 1991 e 1992, agli US Open nel 1987 e agli Australian Open nel 1989.
In Fed Cup ha disputato una sola partita, ottenendo nell'occasione una vittoria.

## Statistiche

### Singolare

#### Vittorie (1)
| Numero | Anno           | Torneo                | Superficie  | Avversaria in finale | Punteggio     |
| 1.     | 22 luglio 1990 | Estoril Open, Estoril | Terra rossa | Laura Garrone        | 2-6, 6-3, 6-3 |

### Singolare

#### Finali perse (1)
| Numero | Anno           | Torneo                                                      | Superficie  | Avversaria in finale | Punteggio |
| 1.     | 26 luglio 1992 | Internazionali di Tennis di San Marino, Città di San Marino | Terra rossa | Magdalena Maleeva    | 6-7, 4-6  |